# Île Madame
Die Île Madame ist eine französische Gezeiteninsel (französisch Île-de-marée) im Atlantik. Sie gehört zu den Îles Charentaises und zur Gemeinde Port-des-Barques im Département Charente-Maritime und hat eine Fläche von 0,78 km². Der höchste Punkt liegt bei 18 m über dem Meer. Die Insel ist bei Ebbe über den etwa einen Kilometer langen gebogenen „Passe aux bœufs“ (dt. Ochsenpfad) erreichbar.

Île Madame
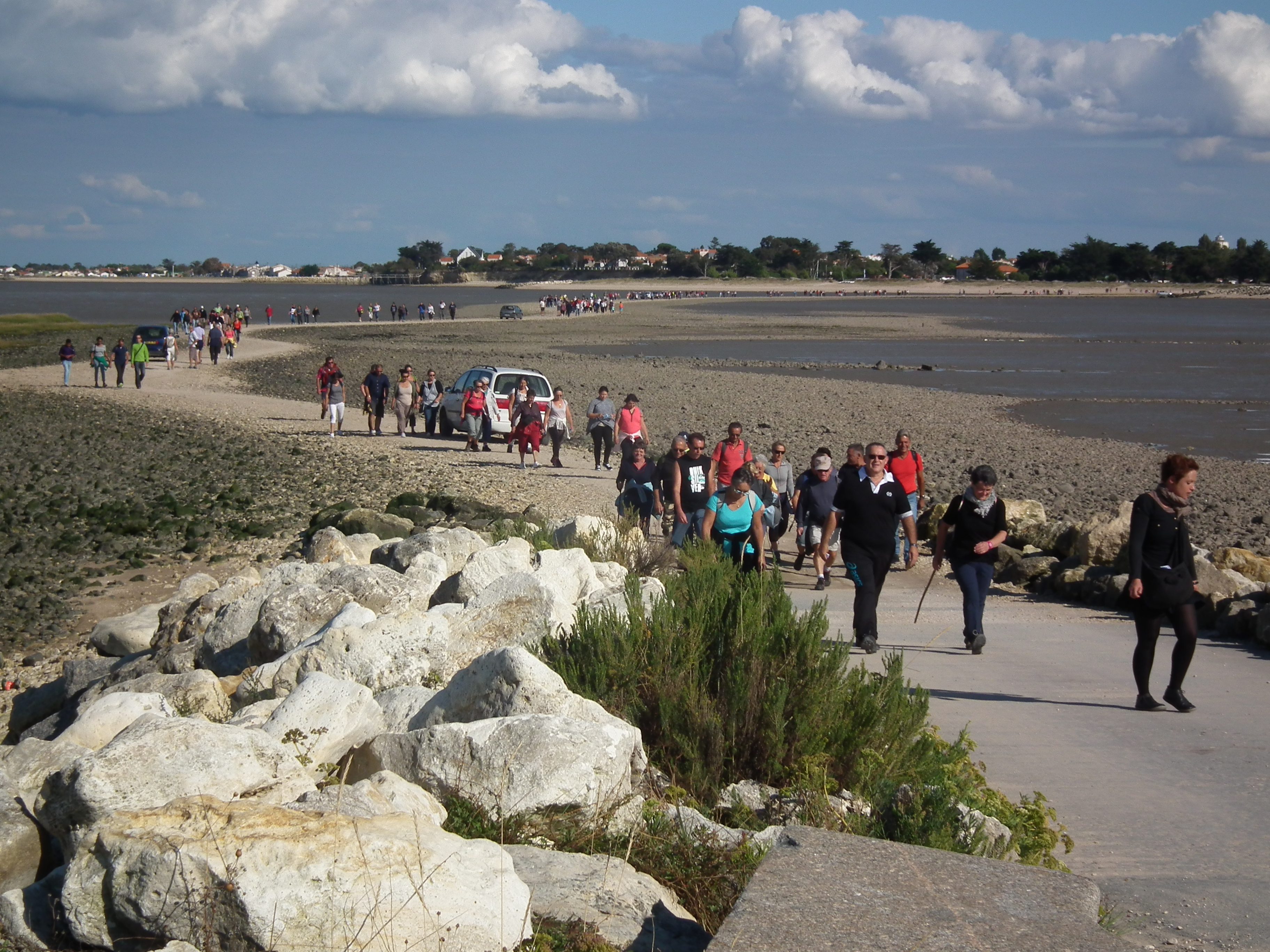
Passe aux boeufs zur Île Madame
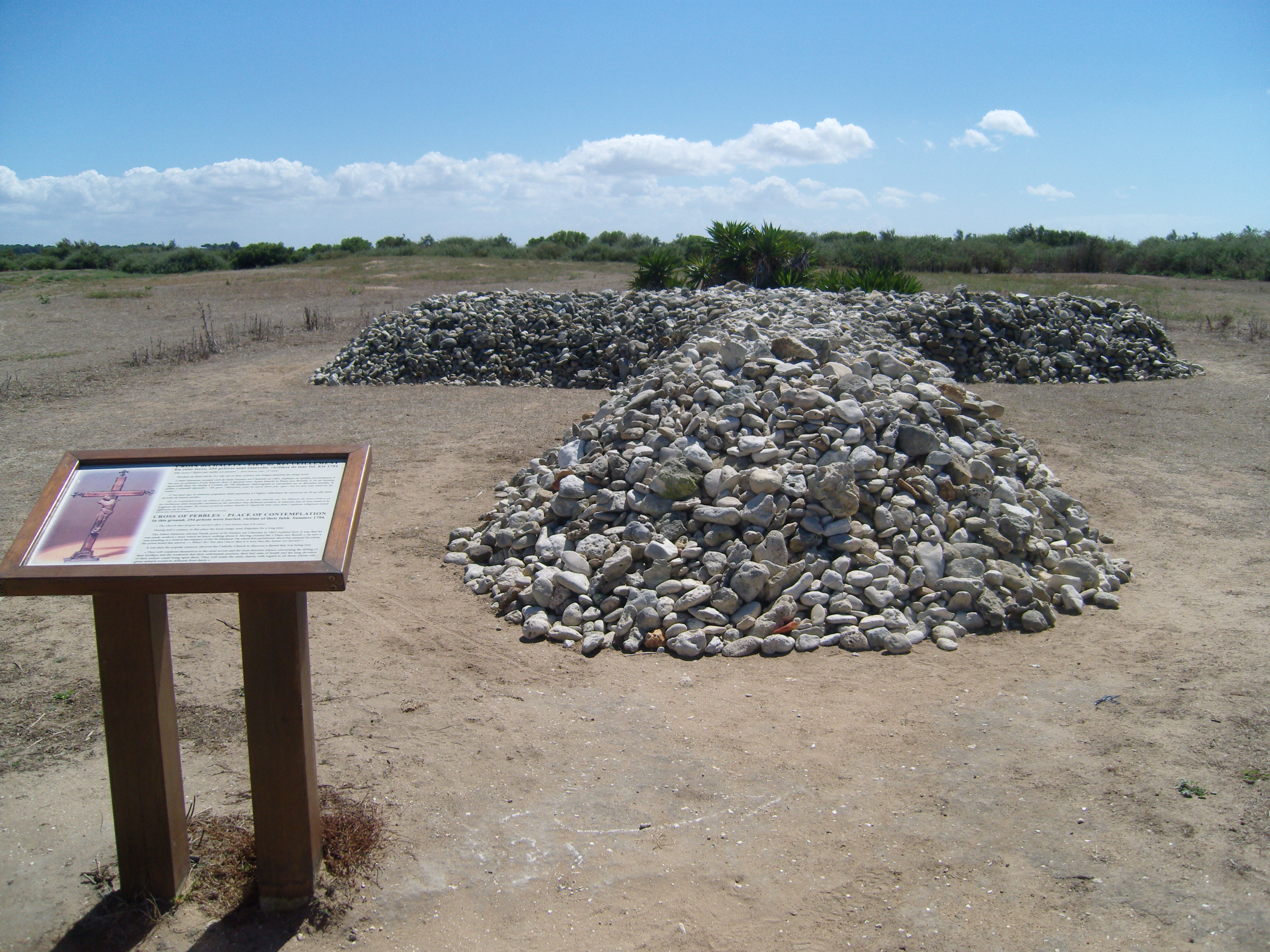
Wallfahrtsort für die getöteten Priester der franz. Revolution
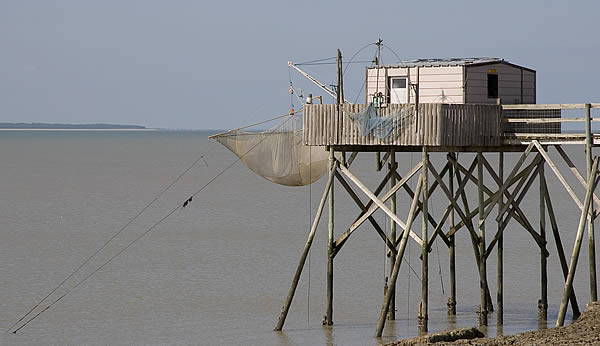
Pêche au carrelet – Netzfischerei auf der Île Madame